# Dvir
Dvir (hebräisch דְּבִיר), auch mit angehängtem ‹ה› (he) locale Dvirah (דְּבִירָה Dvīrah, deutsch ‚gen Dvir‘) genannt, ist ein Kibbuz im nördlichen Negev, sowie im Südbezirk von Israel. Er liegt in der Nähe von Rahat und Beʾer Scheva und fällt unter die Zuständigkeit der Regionalverwaltung Bnei Schimʿon. Im Jahr 2006 betrug die Bevölkerung des Kibbuz 406 Einwohner. Der Kibbuz hatte 2018 999 Einwohner.
Der Kibbuz wurde 1951 von haSchomer haZaʿir-Mitgliedern aus Ungarn gegründet und trägt den Namen der biblischen Stadt Dvir (Josua 21,15), welche 20 km östlich lag (Khirbet Rabud).